# Приселков, Сергей Александрович
Сергей Александрович Приселков (англ. Sergei Priselkov; 1 сентября 1947, Крымск, Краснодарский край — 10 августа 2013, Монреаль, Канада) — советский актёр театра и кино, заслуженный артист РСФСР (1986).

## Биография
Сергей Александрович Приселков родился 1 сентября 1947 года в кубанской станице Крымская (после 1958 года — город Крымск) в Краснодарском крае в семье Александра Федоровича Приселкова, руководителя по капитальному и промышленному строительству, и кубанской казачки Веры Константиновны Дидура. Его дед был директором гимназии в Белостоке, а бабушка, Наталья Митрофановна, учительницей иностранных языков и музыки.
В 1952 году семья переехала в Москву, где отец был назначен начальником Главного управления по капитальному строительству Центросоюза СССР. В 1965—1969 годах учился в Театральном институте имени Бориса Щукина при театре Вахтангова, где его педагогами были А. И. Борисов, В. К. Львов, Т. И. Запорожец. Вместе с ним учились будущие известные актёры Нина Русланова, Леонид Филатов, Владимир Качан, Александр Халецкий, Иван Дыховичный и Александр Кайдановский.
В 1969—1972 годах играл в Московском театре на Малой Бронной, где начинал выступать ещё будучи студентом. В 1972—1987 годах был актёром театра имени Ермоловой в Москве. За свою театральную карьеру сыграл более 50 ролей.
В 1987 году перешёл на работу в Московскую государственную филармонию. В 1991 году эмигрировал в Израиль, где играл в местных театрах, в том числе в антрепризе Михаила Козакова. С 1999 года проживал в Монреале (Канада), где сначала играл в местном Русском драматическом театре им. Л. В. Варпаховского, а затем ставил собственные моноспектакли. Работал с режиссёром театра Григорием Зискиным, с актёрами Анной Варпаховской и Станиславом Холмогоровым.
В кинематографе дебютировал в 1969 в фильме «Обвиняются в убийстве». Снялся в почти полусотне кинофильмов. Наиболее известны его роли в фильмах «Ижорский батальон», «Совесть», «Два капитана», «Цыган», «Выстрел в спину», «В последнюю очередь», «Возвращение Будулая», «Без срока давности», «Выкуп», «Курьер на Восток». Переехав на Запад, снимался в Голливуде в ролях эпизодических «русских».
Скончался 10 августа 2013 года в Монреале, прах актёра захоронен на Митинском кладбище в Москве.
В 2015 году перезахоронен на кладбище «Красная горка». Ленинградская область, Всеволожский район.

### Семья
- Жена — Наталья Сергеевна Приселкова (Шабанова), театровед, закончила ГИТИС, руководитель театральной студии в Монреале.
- Сын — актёр Александр Сергеевич Приселков (15 апреля, 1967 — 7 марта, 2015). Похоронен рядом с отцом на кладбище «Красная горка». Ленинградская область, Всеволожский район.

## Награды
- Гран-приз зрительских симпатий «Золотая маска» за исполнение главной роли в спектакле «Черемуха» по Виктору Астафьеву (1976).
- Заслуженный артист РСФСР (1986)[1].

## Работы в театре
1. 1970 — «Ромео и Джульета»
2. 1971 — «Гроссмейстерский бал»
3. 1975 — «Прошлым летом в Чулимске»
4. 1978 — «Старший сын»
5. 1980 — «Любовь»
6. 1985 — «Звезды для лейтенанта»

## Фильмография
1. 1969 — Обвиняются в убийстве — Виталий Сергеевич Нефедов
2. 1970 — Витька — инспектор ГАИ
3. 1970 — Расплата — постовой милиционер
4. 1970 — Сердце России — Пётр Добрынин, командир красной гвардии
5. 1971 — Дом в пять стен
6. 1971 — Следствие ведут ЗнаТоКи. Чёрный маклер (Дело N1) — Шутиков Константин, бухгалтер
7. 1971 — Цена быстрых секунд
8. 1972 — Ижорский батальон — Чайка
9. 1974 — Совесть — офицер в колонии, допрашивал Воловика (3 серия)
10. 1974—1977 — Хождение по мукам (8 серия «Даша») — рабочий на митинге
11. 1975 — Дорога — рабочий, приехал из Киева
12. 1975 — Прошлым летом в Чулимске — Пашка Хороших
13. 1976 — Безотцовщина — Алексей, отец Оли
14. 1976 — Два капитана — эпизод (нет в титрах)
15. 1977 — Журавль в небе — Гриша, ухажёр Лизы
16. 1978 — На новом месте — эпизод
17. 1978 — Пуск
18. 1978 — Стойкий туман — эпизод
19. 1978 — Шествие золотых зверей — Павлик
20. 1979 — Выстрел в спину — следователь прокуратуры
21. 1979 — Мужчины и женщины
22. 1979 — Удивительные приключения Дениса Кораблёва (2-я серия) — гость папы Дениса, заместитель начальника треста
23. 1979 — Цыган (3-я серия) — Поликарп Тарасович Пилипчук, Карпушенька
24. 1980 — Второе рождение (2-я и 3-я серии) — Дёмин, шофёр
25. 1980 — Такие же, как мы!
26. 1981 — В последнюю очередь — Петро, солдат-инвалид, торгует семечками на рынке
27. 1982 — День рождения — Сергей, муж Валентины
28. 1982 — Профессия — следователь — Александр Медведев, следователь
29. 1983 — Водитель автобуса — пассажир с магнитофоном
30. 1984 — Лучшая дорога нашей жизни — Иннокентий Шумков
31. 1984 — Последний шаг — Тимофей
32. 1985 — Возвращение Будулая — Карпуша
33. 1986 — Без срока давности — Сергей Курилов, старпом
34. 1986 — Выкуп — Иван, шофёр-дальнобойщик
35. 1989 — Его батальон — Гунько, майор (нет в титрах)
36. 1989 — Колоброд
37. 1990 — Мистификатор — эпизод
38. 1991 — В русском стиле — следователь
39. 1991 — Курьер на Восток — Петрович
40. 1991 — Призрак — директор стрелкового клуба
41. 2002 — Признания опасного человека (англ. Confessions of a Dangerous Mind; США, Канада, Германия) — бреющийся мужчина
42. 2003 — Обратная сторона Луны (фр. La Face cachée de la lune; Канада) — советский космонавт Алексей Леонов
43. 2003 — Проект «Ельцин» (англ. Spinning Boris; США) — член фокус-группы
44. 2004 — Двойной агент (англ. A Different Loyalty; Канада, Великобритания, США) — русский агент
45. 2005 — Последний лучший шанс (англ. Last Best Chance; США)
46. 2008 — Заложник смерти / англ. Afterwards (Германия, Канада, Франция) — Рашевский
47. 2008 — Напряги извилины (англ. Get Smart; США) — русский фермер